# Got My Mind Set on You
«Got My Mind Set on You» es una canción compuesta por el músico Rudy Clark y originalmente grabada por James Ray en 1962. Sin embargo, es más conocida por la versión realizada por el músico británico George Harrison, publicada en el álbum de estudio Cloud Nine (1987) y como primer sencillo del álbum. La versión de Harrison alcanzó el número uno en las listas estadounidenses Billboard Hot 100 y Billboard Adult Contemporary, además de en países como Australia y Canadá.

## Versión de George Harrison
De las 3 canciones que fueron éxitos en los charts estadounidenses, ésta fue la única que no fue escrita por Harrison y la única que no tiene un tema religioso, además de ser el último número 1 de Harrison. Cuando esta canción llegó al número 1, rompió un "empate" entre Harrison, John Lennon y Ringo Starr, los cuales tenían 2 números 1 como solistas. Paul McCartney lidera esta categoría, con 10 singles. El lado B de esta canción fue "Lay His Head", escrita por George. La versión de 12" incluye una versión extendida de Got My Mind Set on You.
La canción fue incluida en dos compilaciones de Harrison: Best of Dark Horse 1976-1989 y Let It Roll: Songs by George Harrison. Además, una versión en vivo fue lanzada en el álbum Live in Japan.